# École française d'escrime

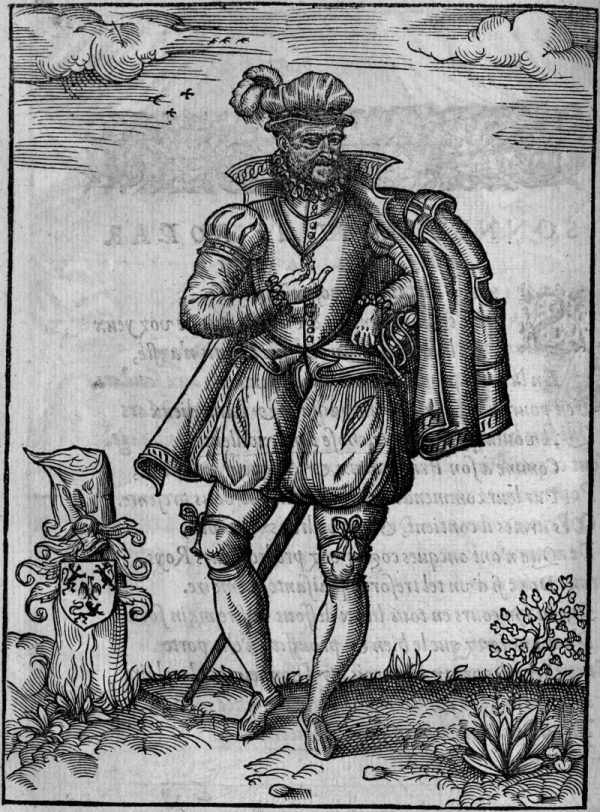
Henry de Sainct Didier, illustre représentant de l'école française d'escrime

L'École française d'escrime désigne d'une part une institution créée sous Charles IX de France en 1567 (également connue sous le nom Académie des Maistres en faits d'armes de l'Académie du Roy), et d'autre part le type de pratique d'escrime qui en découle. Initialement inspirée par le style d'escrime italien, la pratique française se codifie au XVIIe siècle, puis se répand dans toute l'Europe au XVIIIe siècle avec l'invention du fleuret pour l'entraînement, et le succès du manuel de Domenico Angelo. L'escrime classique est la continuation de cette école.

## Histoire

### XVIesiècle
Ce qu'on sait d'une école d'escrime en France commence au XVIe siècle. On trouve bien quelques prédécesseurs médiévaux, notamment Le jeu de la hache, traité de hache d'armes écrit en Bourgogne vers 1400, mais l'histoire de l'école française proprement dite commence avec le regroupement des maîtres d'armes parisiens en une corporation, lAcadémie des Maistres en faits d'armes de l'Académie du Roy (également connue sous le nom dÉcole française d'escrime), dont les statuts ont été approuvés par Charles IX  par lettres patentes, le 7 décembre 1567.
À cette époque, l'école a notamment pour représentant Henry de Saint Didier, auteur en 1573 d'un traité pour l'épée de côté intitulé Traicté contenant les secrets du premier livre sur l'espee seule, dédié à Charles IX. Le style d'escrime qu'il propose paraît relativement indépendant de ce qui se fait dans le reste de l'Europe.
Plus tard, l'influence du style d'escrime italien se fait sentir, et se matérialise notamment par la traduction d'ouvrages, comme celle que fit, en 1597, le seigneur de Villamont du traité de Girolamo Cavalcabo de Bologne, et d'un écrit plus court de Paternostrier de Rome.

### XVIIesiècle
Des traités de rapière français sont connus dès le début du XVIIe siècle, comme les deux traités de François Dancie, Discours des armes et méthode pour bien tirer de l'espée et poignard  (vers 1610) et L'Espée de combat (1623), ou d'André Desbordes, comme le Discours de la théorie et de la pratique de l'excellence des armes (1610). Les deux auteurs font valoir les origines italiennes de leurs systèmes,,. 

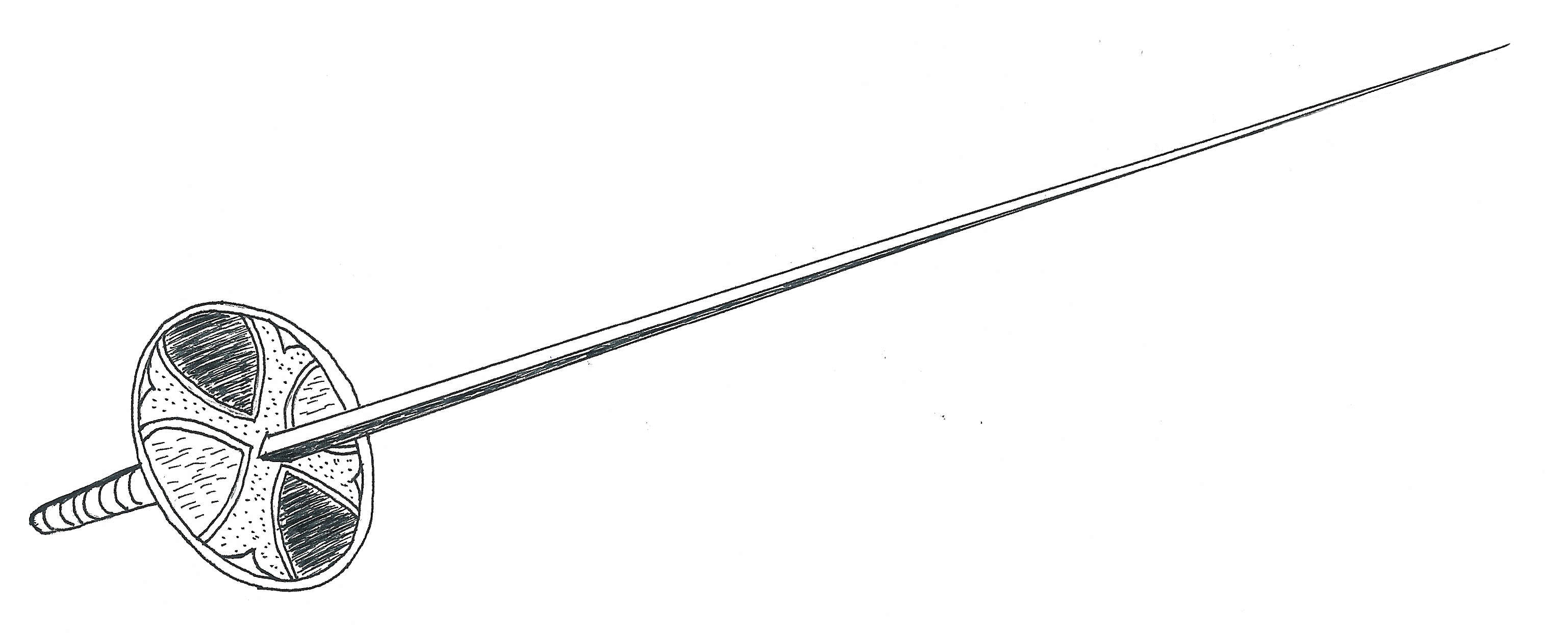
Épée allemande dite Parienne, dérivée du fleuret français.

L'escrime en France au XVIIe siècle devient également un sport, avec l'établissement de règles, d'une terminologie et d'un système d'enseignement, développés par des maîtres tels que Le Perche du Coudray (maître de Cyrano de Bergerac), Besnard (maître de Descartes), Philibert de la Touche, et L'Abbat de Toulouse.

### XVIIIesiècle
Le fleuret moderne a été développé en France pour l'entraînement au milieu du XVIIIe siècle ; il permettait de pratiquer une escrime rapide et élégante avec une arme plus petite et moins dangereuse qu'une véritable épée. Les tireurs émoussaient la pointe en y fixant un bouton (appelé  « fleur », qui a donné fleuret), ou en enroulant une feuille autour de la lame (feuille se dit en anglais foil, qui est devenu le nom anglais du fleuret). Les étudiants allemands ont repris l'idée d'une petite épée d'entraînement et ont développé la Pariser (« parisienne »), petite épée d'estoc, pour leurs combats d'escrime académique.
Au XVIIIe siècle en Europe occidentale, l'école française devient prépondérante, au point que Domenico Angelo, un maître d'origine italienne enseignant en Angleterre, publie son traité L'école des Armes en français en 1763. Celui-ci a connu un énorme succès et est devenu un manuel d'escrime très réputé au cours des 50 années suivantes, et tout au long de la période napoléonienne. Le texte de Angelo a eu tant d'influence qu'il a été choisi pour être inclus dans la rubrique « Escrime » de l’Encyclopédie de Diderot et D'Alembert.
L'émergence de l'escrime sportive classique au XIXe siècle est une continuation directe de la tradition française.

## Voir également
- Escrime classique
- Rapière
- Épée
- Arts martiaux historiques européens